# Кобаясі Акіра (друкар)
Акіра Кобаясі (яп. 小林 章, нар. 1960) — японський дизайнер шрифтів, який проживає в Німеччині. Як директор шрифту для Monotype, він стежить за дизайном гарнітури та передруками класичних гарнітур, таких як Optima. Він також був суддею кількох міжнародних конкурсів шрифтів. Раніше він працював у 写研 (Shaken), а пізніше розробив європейські символи для Hiragino Mincho та AXIS Font. Він є провідною людиною в розробці західних шрифтів у Японії та спільно з Германом Цапфом та Адріаном Фрутігером розробляв шрифти.  Кобаясі виріс у Японії та написав книгу японською мовою про західні шрифти під назвою «西文字体» («західний шрифт»).
Його роботи були описані в журналі Communication Arts, Print Magazine представив його в інтерв'ю, як і Sony Design.